# Cimetière militaire allemand d'Hirson
Le  « Cimetière militaire allemand d'Hirson » est un cimetière militaire de la Première Guerre mondiale situé sur le territoire de la commune d'Hirson, dans l'Aisne.

## Localisation
Ce cimetière militaire allemand, qui jouxte le cimetière communal, est implanté au nord de la ville, rue Jean Pellé.

## Historique
La ville d'Hirson est restée aux mains des Allemands du 27 août 1914 jusqu'au 9 novembre 1918 date de sa libération par la première armée française. Le cimetière militaire allemand d'Hirson a été créé en septembre 1914 par les troupes allemandes pour inhumer les soldats victimes des combats. Il a continué ensuite à être  utilisé jusqu'en 1918 comme lieu de sépulture. En effet, la gare d'Hirson devint un important centre ferroviaire allemand, utilisée pour le transport du matériel. Un hôpital militaire fut installé à Hirson. En conséquence, parmi les morts, nombreux sont ceux qui ont succombé à leurs blessures ici ou qui ont perdu la vie à la suite d’accidents ou de maladies. Parmi eux se trouvaient des cheminots, des constructeurs de routes et de ponts, des chauffeurs, des artisans et du personnel médical. Le dernier enterrement par les troupes allemandes eut lieu le 7 novembre 1918, quatre jours avant l'armistice .

## Caractéristique
Dans ce cimetière reposent  1.301 soldats allemands : 1.103 dans des tombes individuelles (dont celui d'une infirmière allemande) et 198 dans deux ossuaires (dont seuls 15 ont pu être identifiés).
Enfin, on trouve dans ce cimetière les sépultures de 289 Roumains et 159 Russes, prisonniers de guerre morts en captivité.

## Galerie

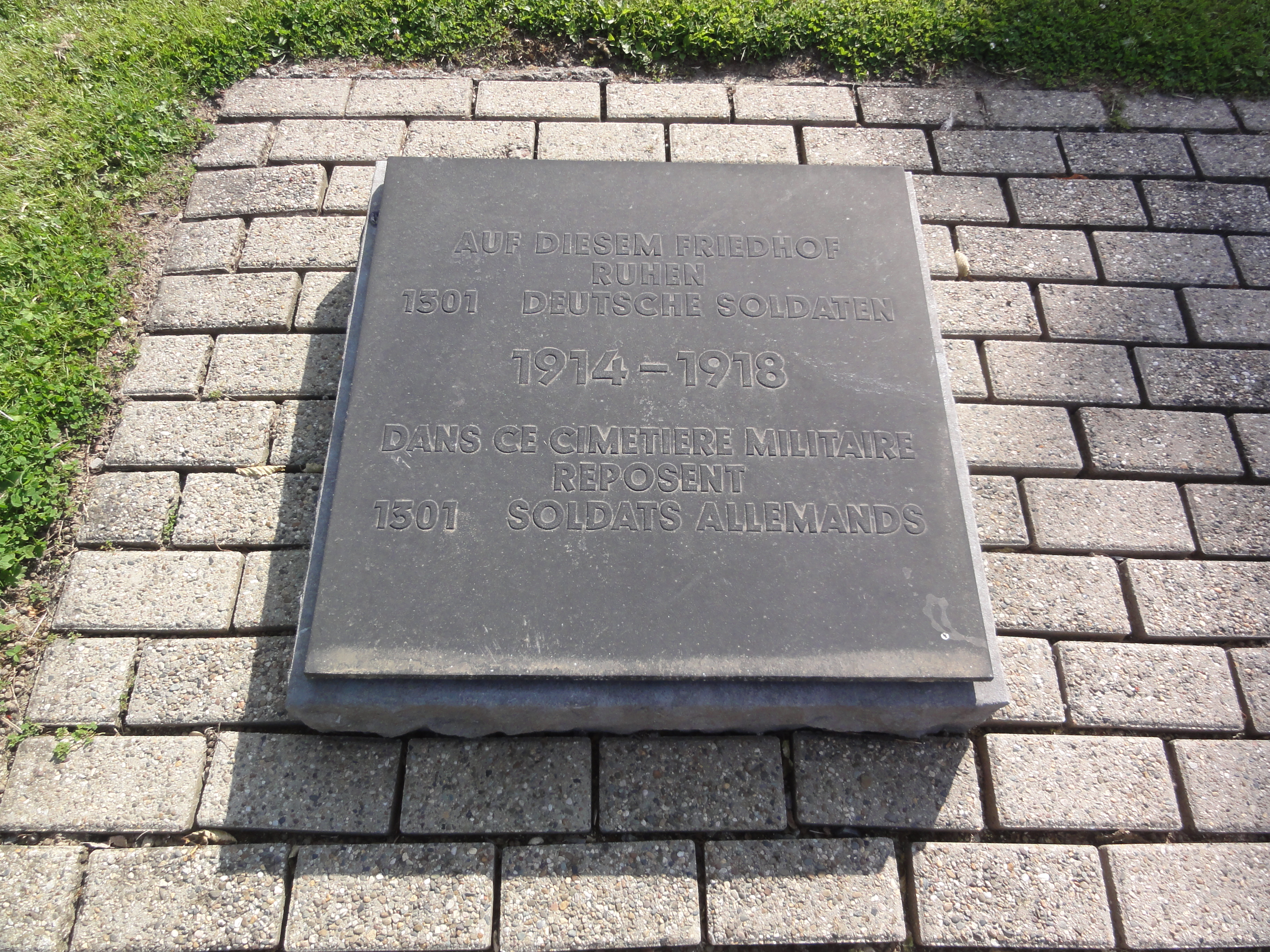
"Dans ce cimetière reposent 1301 soldats allemands."
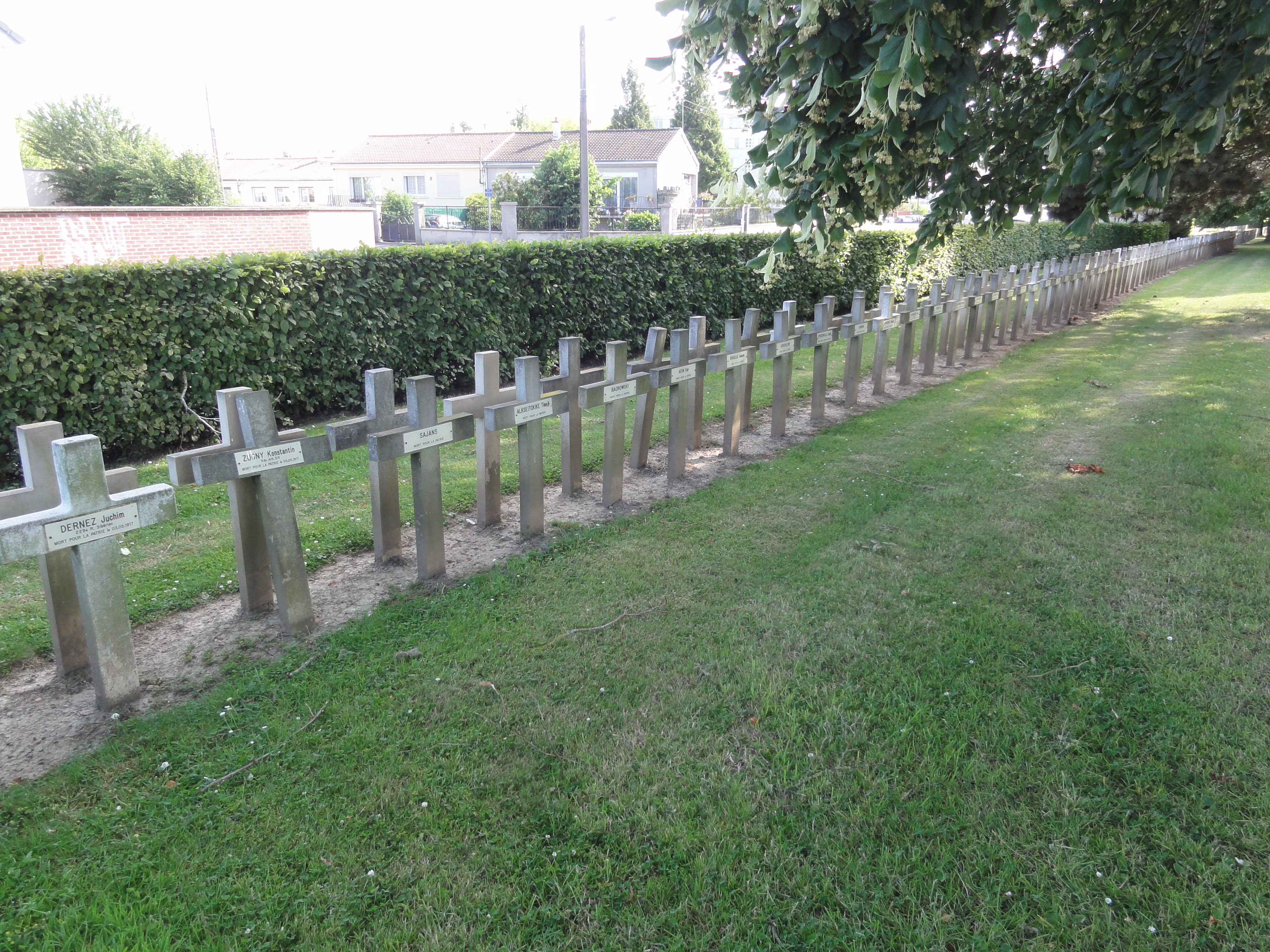
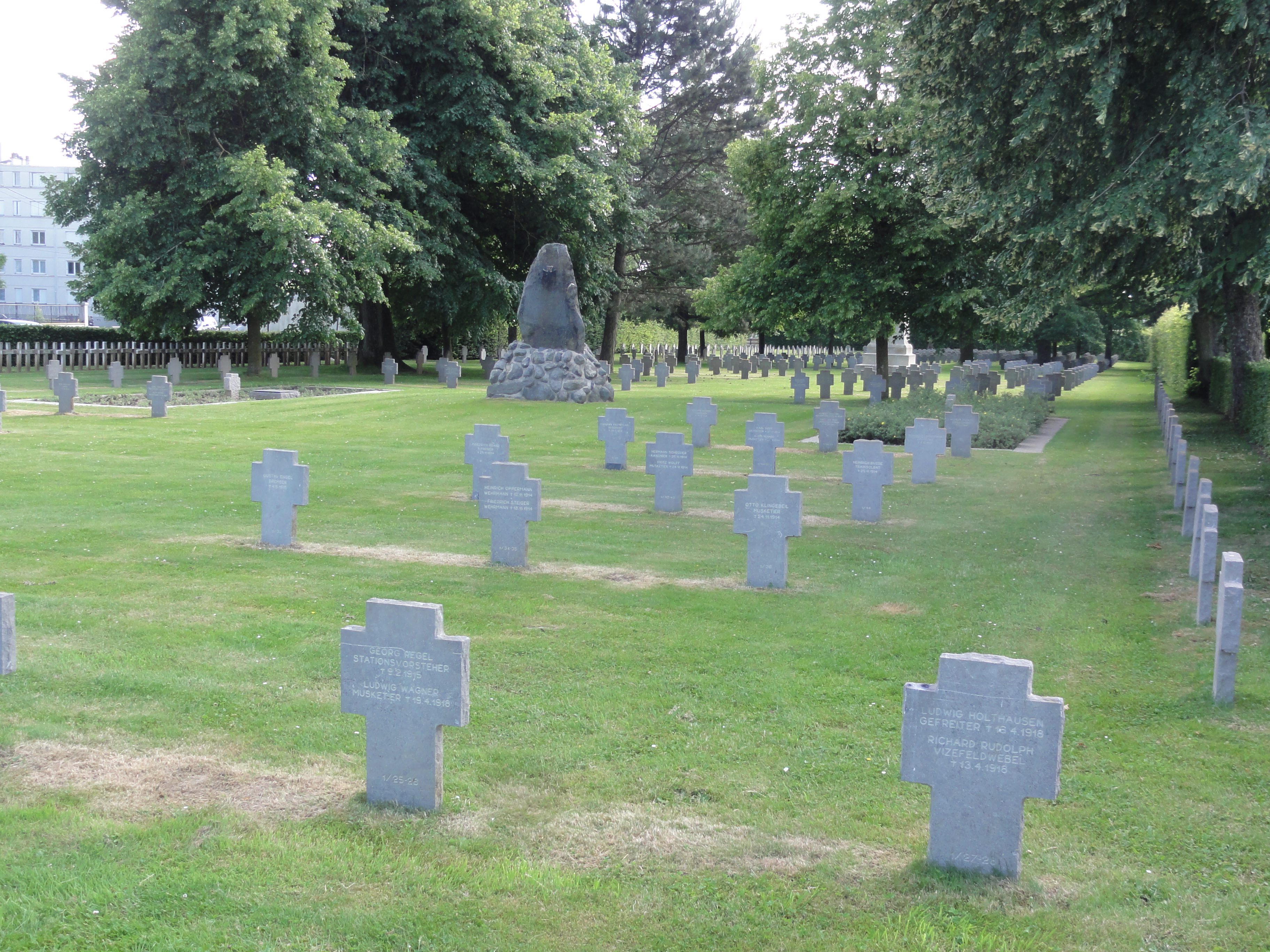
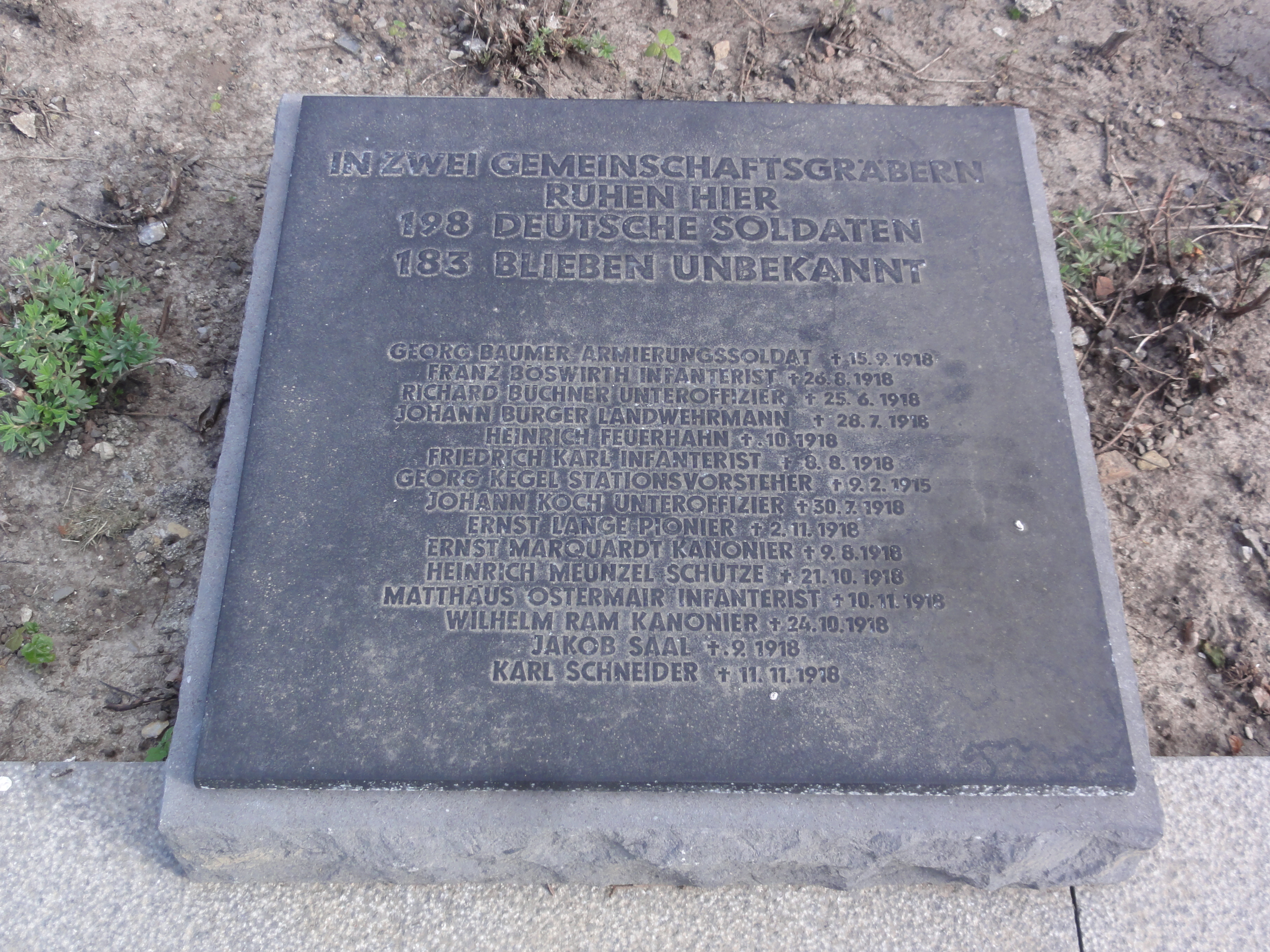

## Sépultures
| Pays         | Sépultures |
| ------------ | ---------- |
| Allemagne    | 1 301      |
| Roumanie     | 289        |
| Empire russe | 159        |
| Total        | 1749       |